# Vatry
Vatry ist eine französische Gemeinde mit 146 Einwohnern (Stand: 1. Januar 2022) im Département Marne in der Region Grand Est (vor 2016 Champagne-Ardenne). Sie gehört zum Arrondissement Châlons-en-Champagne und zum Kanton Châlons-en-Champagne-3. Die Einwohner werden Vatriots genannt.

## Geographie
Vatry liegt etwa 17 Kilometer südsüdwestlich von Châlons-en-Champagne im Tal des Flusses Soude. Nachbargemeinden sind Soudron im Norden und Westen, Breuvery-sur-Coole im Nordosten sowie Bussy-Lettrée im Süden und Osten.
Vatry ist Namensgeber für den Flughafen Châlons Vatry. Dieser liegt aber in den Gemeinden Vassimont-et-Chapelaine, Bussy-Lettrée und Haussimont.

## Bevölkerungsentwicklung
| Jahr                       | 1962 | 1968 | 1975 | 1982 | 1990 | 1999 | 2006 | 2011 | 2018 |
| -------------------------- | ---- | ---- | ---- | ---- | ---- | ---- | ---- | ---- | ---- |
| Einwohner                  | 126  | 114  | 108  | 120  | 105  | 102  | 107  | 115  | 156  |
| Quellen: Cassini und INSEE |      |      |      |      |      |      |      |      |      |

## Sehenswürdigkeiten
- Kirche Saint-Laurent aus dem 13. Jahrhundert

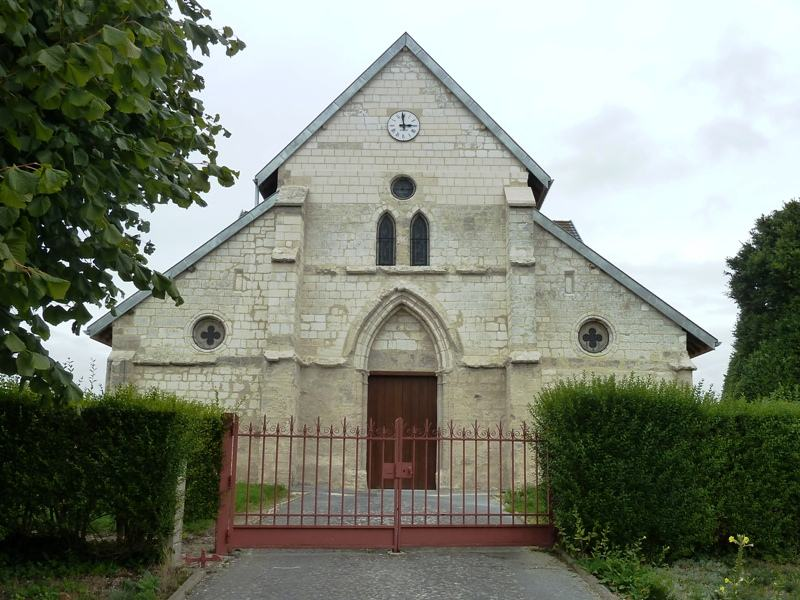
Kirche Saint-Laurent